# Bad Bibra
Bad Bibra é um município da Alemanha, situado no distrito de Burgenlandkreis, no estado de Saxônia-Anhalt. Tem 49,76 km² de área, e sua população em 2019 foi estimada em 2.706 habitantes.